# Мартин Любенов
Мартин Стефанов Любенов е български акордеонист и композитор, работил дълго време в Австрия.
Роден е през 1976 година в София в циганско семейство. Баща му, Стефан Любенов, е барабанист, свирил в циркови оркестри, както и с известния народен музикант Ибро Лолов. Учи акордеон при Ангел Вангелов. От 1996 година работи като музикант в Швейцария, Съединените щати, а от 2000 година – във Виена. Става известен с етно джаз изпълненията си, създава фолклорната група „Мартин Любенов Оркестър“ и етно джаз групата „Джазта Праста“.